# Spirano
Spirano (lombardul: Spirà) település Olaszországban, Lombardia régióban, Bergamo megyében. Lakosainak száma 5640 fő (2023. január 1.). Spirano Comun Nuovo, Lurano, Pognano, Brignano Gera d’Adda, Cologno al Serio, Urgnano, Pagazzano és Verdello községekkel határos.

## Népesség
A település lakossága az elmúlt években az alábbi módon változott:
| Lakosok száma | 5702 | 5730 | 5640 |
|               | 2017 | 2018 | 2023 |